# Client HTTP

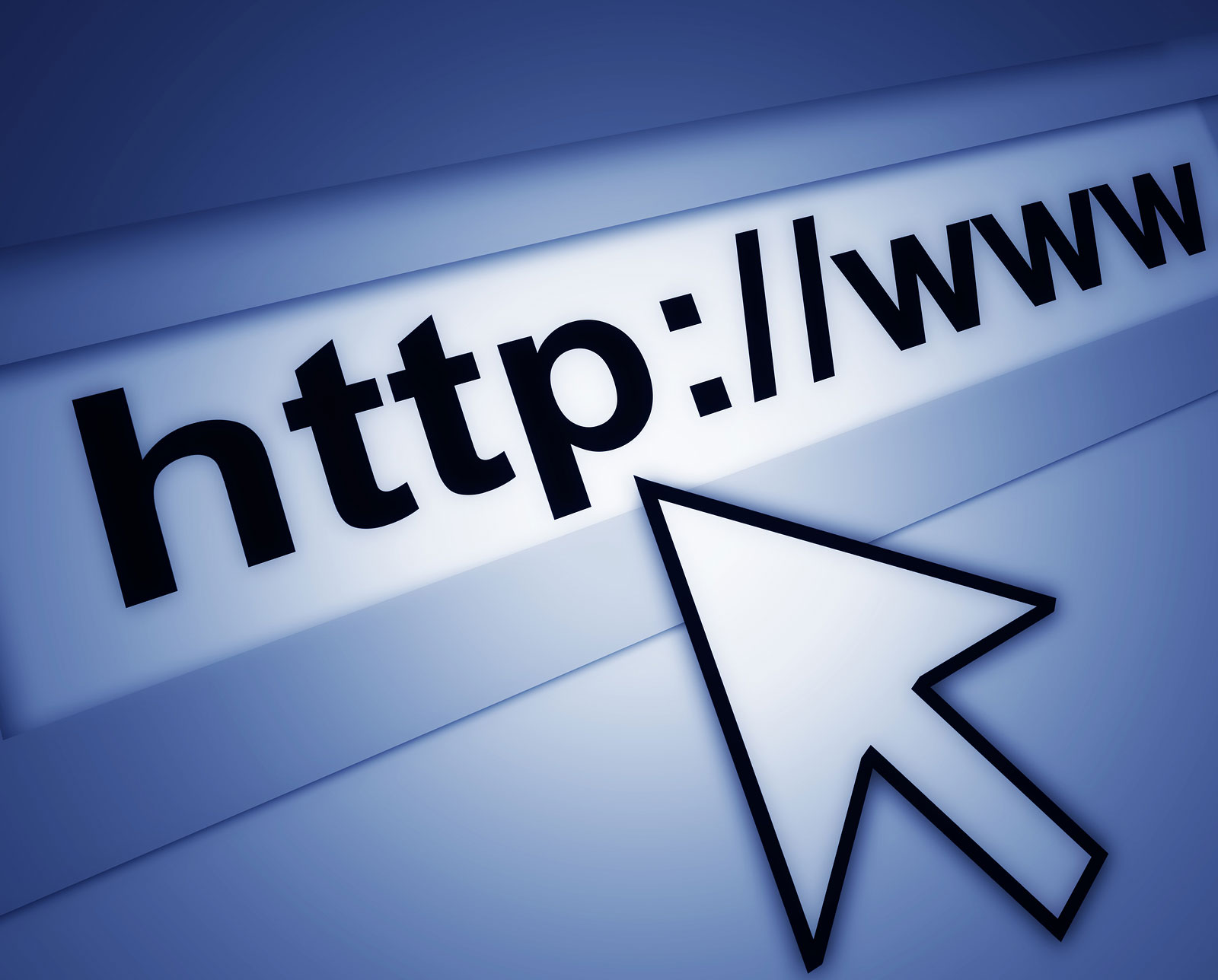
Barre d'adresse d'un site web

Un client HTTP est un logiciel conçu pour se connecter à un serveur HTTP (Hypertext Transfer Protocol).
Dans le cas le plus courant, il s'agit d'un navigateur web. Les autres clients sont généralement des programmes automatisant des transferts. Par exemple un robot d'indexation permet à un moteur de recherche d'explorer le contenu des sites web. Un « aspirateur de site Web » comme wget est un client HTTP permettant à un utilisateur de copier tout ou une partie d'un site à l'aide d'une seule commande. Enfin il existe des bibliothèques logicielles dans de nombreux langages de programmation qui permettent de faire des requêtes HTTP. Les informaticiens peuvent alors facilement réaliser des clients HTTP adaptés à leurs besoins particuliers.